# 홍서헌
홍서헌(洪舒憲, 1945 ~ )은 1997년 4월 15일에 김책공업종합대학 총장으로 임명되어, 현재까지 그 직함을 유지하고 있다. 2007년 3월 조선민주주의인민공화국의 최고의 훈장인 김일성훈장을 수훈하였다.